# ری پارکین
ری پارکین (انگلیسی: Ray Parkin; ۲۸ ژانویهٔ ۱۹۱۱ – ۱۸ ژوئیهٔ ۱۹۷۱) بازیکن فوتبال اهل بریتانیا بود.
از باشگاه‌هایی که در آن بازی کرده‌است می‌توان به باشگاه فوتبال آرسنال، باشگاه فوتبال میدلزبرو، باشگاه فوتبال نیوکاسل یونایتد و باشگاه فوتبال ساوت‌همپتون اشاره کرد.